# Gonnostramatza
Gonnostramatza (sardisk: Gonnostramàtza) er en by og en kommune (comune) i provinsen Oristano i regionen Sardinien i Italien. Byen ligger i 104 meters højde og har 896 indbyggere (2016). Kommunen har et areal på 17,64 km² og grænser til kommunerne Collinas, Gonnoscodina, Masullas, Mogoro og Siddi.